# Cyathea punctulata
Cyathea punctulata är en ormbunkeart som först beskrevs av Cornelis Rugier Willem Karel van Alderwerelt van Rosenburgh, och fick sitt nu gällande namn av Cornelis Rugier Willem Karel van Alderwerelt van Rosenburgh. Cyathea punctulata ingår i släktet Cyathea och familjen Cyatheaceae. Inga underarter finns listade.